# Volo Japan Airlines 715
Il volo Japan Airlines 715 (日本航空 715便?, Nihonkōkū 715 Bin) era un volo che si schiantò in Malesia il 27 settembre 1977. Era operato da un McDonnell Douglas DC-8, codice di registrazione JA8051, su un volo in partenza dall'aeroporto di Tokyo-Haneda a Tokyo, Giappone, per l'aeroporto di Singapore a Singapore, con scali all'Aeroporto Kai Tak nella Baia di Kowloon di Hong Kong, e l'Aeroporto di Subang-Sultano Abdul Aziz Shah a Subang, Malesia. A bordo c'erano dieci membri dell'equipaggio e 69 passeggeri. All'epoca venne considerato il secondo peggior disastro aereo avvenuto in Malesia.

## L'aereo
L'aereo coinvolto era un Douglas DC-8-62H (numero di serie 46152, numero di fabbrica 550), terminato nel 1971 e consegnato alla Japan Airlines il 23 agosto, venendo registrato come JA8051. Il velivolo era alimentato da quattro motori turboreattori Pratt & Whitney JT3D-3B.

## L'incidente
Due ore dopo essere decollato da Hong Kong, il controllo del traffico aereo dell'aeroporto Sultan Abdul Aziz Shah riferì al volo 715 di iniziare l'avvicinamento e di atterrare sulla pista 15. L'equipaggio di volo cominciò abbassando il carrello di atterraggio ed estendendo i flap. L'aereo scese al di sotto dell'altitudine minima di discesa di 750 piedi (230 m), quindi a 300 piedi (91 m) si schiantò sul fianco di una collina a 4 miglia dall'aeroporto, vicino a una tenuta chiamata Tenuta Elmina. Il DC-8 si spezzò all'impatto andando a fuoco, estinto dai soccorsi aeroportuali e dai vigili del fuoco.
L'incidente uccise 34 persone: otto dei 10 membri dell'equipaggio e 26 dei 69 passeggeri. Quarantacinque sopravvissuti, tra passeggeri ed equipaggio, vennero portati in ospedale. I resti dell'incidente potevano essere trovati nel terreno che circondava la tenuta fino al 2011. La maggior parte del terreno ora è in fase di conversione.
Si costruì un memoriale nel cimitero giapponese in Malesia.
L'incidente fu il secondo peggior disastro aereo avvenuto in Malesia fino allo schianto del volo Malaysian Airlines System 653, due mesi dopo, con 100 vittime.

## Le indagini
Il Malaysian Civil Aviation Bureau fu incaricato delle indagini. Al momento dell'incidente il tempo intorno all'aeroporto era pessimo e l'aereo si stava avvicinando al VOR. L'inchiesta stabilì che la responsabilità dell'incidente fu del capitano, che scese al di sotto della quota minima di sicurezza senza vedere la pista, continuando a scendere, causando l'incidente aereo prima di raggiungere l'aeroporto. I piloti persero di vista l'aeroporto a causa del maltempo, che contribuì all'incidente. Inoltre, il primo ufficiale non aveva contestato il capitano per violazione del regolamento.